# 東洋大学本源氏物語
東洋大学本源氏物語（とうようだいがくほんげんじものがたり）は、東洋大学図書館の所蔵である源氏物語の写本のこと。

## 概要
東洋大学では、一時期国文学関係の貴重な写本の収集に力を入れていたため、源氏物語の写本についても、現在もともとの成立と伝来が異なる以下のようないくつかの写本が所蔵されている。これらの写本はいずれも「東洋大学本源氏物語」と呼ばれる。
- 伝阿仏尼等筆本とされる帚木1帖のみの写本。阿仏尼本源氏物語を参照。
- 河内本系統の本文を持つ少女及び玉鬘の写本。下記で詳述。
- 青表紙本系統の本文を持つ室町時代書写と見られる鈴虫1帖のみの写本。下記で詳述。

## 少女巻及び玉鬘巻
玉鬘の冒頭から3分の2と少女の末尾部分を1帖に合冊した写本であり、巻末には耕雲の署名と少女巻の巻名歌「いにしへの雲のかよひ路跡ふりぬきをとめのすかたいまはわすれよ」が記されている。本文系統は河内本の中でも耕雲本系統のものであり、耕雲本の祖本と考えられている曼殊院本の僚巻であると考えられている。『校異源氏物語』及び『源氏物語大成校異編』には不採用であるものの、河内本源氏物語校異集成に対校本文の一つとして写本記号「東」・「 東洋大学図書館蔵本　（少女・玉鬘）」としてその校異が収録されている。

## 鈴虫巻
鈴虫1帖のみの写本である。本文自体は室町時代の書写と見られ、江戸時代になってから改装されたと見られる表紙を持つ。保存状態は良く、一部に虫食いはあるものの、文字が読めない部分はほとんど無い。江戸時代初期から中期にかけての古筆鑑定家川勝宗久（同人には初代と二代目がいるが、本書の鑑定がどちらによるものかは不明）による鑑定が付されており、伝承筆写を「二条持通」とされている。「月明莊」の印が捺されているため本写本はかつて古書籍商弘文莊反町茂雄のものであったことが分かる。東洋大学に残された記録によれば本写本は東洋大学が1967年（昭和42年）以前に購入したとされる。本写本は、現在鶴見大学図書館に所蔵されている夕顔・紅葉賀・賢木の3帖のみ残る『源氏物語』の写本と同一の筆写による僚巻であるとされている。本写本を含めた4帖とも朱筆による傍記が数多く存在する。本文は日本大学所蔵三条西家本とほぼ同じであり、詳細に比較しても比較するとやや漢字が多いものの、特に取り上げるほどの筋立てや表現に変化を与えるような異文は認められない。日本大学所蔵三条西家本でのイ本表記は省略されており、同写本での補入やミセケチなどは取り込んだ形の本文になっている。